# Meet the Residents
Meet the Residents (с англ. — «Встречайте, Residents») — дебютный студийный альбом американской авангардной группы The Residents, выпущенный 1 апреля 1974 года на их собственном лейбле Ralph Records. Записанный в качестве перерыва от их кинопроекта Vileness Fats, альбом был самостоятельно спродюсирован и записан в 1973 году с помощью коллеги — музыканта Филипа Чарльза Литмана (более известного как Snakefinger) и основан на «Теории фонетической организации» баварского композитора и музыковеда Н. Сенады.

## История

### Обложка
Обложка была позаимствована у американского релиза The Beatles Meet the Beatles, только лица ливерпульцев были несколько подредактированы в стиле «рожки и усики». Из-за этого лейблы EMI и Capitol были против продажи альбома. Надпись под названием релиза гласила: Первый Альбом Феноменального Поп-Комбо из Северной Луизианы.

### Запись
Meet The Residents был записан в перерыве между съёмками проекта Vileness Fats, который так и не был выпущен. Запись альбома осуществлялась в домашней студии и основным музыкальным инструментом здесь выступал многодорожечный магнитофон. The Residents ещё не умели толком играть ни на одном инструменте.
Оригинальная моно-версия альбома длиннее пересведенной стереоверсии на 7 минут.

### Релиз
Диск вышел в свет 1 апреля 1974 года. Meet the Residents замышлялся как музыкальная пародия на американский релиз Meet the Beatles группы The Beatles. Альбом показал типичные черты музыки этого коллектива — издевательство над поп-музыкой, тонкая ирония и самоирония. Был переиздан в 1997, с бонус-треками с сингла Santa Dog 1972 года.

## Критика
Хотя альбом был в значительной степени проигнорирован во время его выпуска, впоследствии всё же получил признание критиков после положительной рецензии в выпуске журнала Sounds за 1977 год, в которой альбом описывался как непонятный и чуждый, но отмечалось, что после многократного прослушивания он становится приятным. Дэвид Клири с сайта AllMusic дал альбому 4 звезды из 5, назвав участников группы «настоящими авангардными сумасшедшими... [их] работы этого времени действительно звучат как ничто другое, что существует».

## Список композиций
1. Boots — 0:53
2. Numb Erone — 1:07
3. Guylum Bardot — 1:21
4. Breath and Length — 1:42
5. Consuelo’s Departure — 0:59
6. Smelly Tongues — 1:47
7. Rest Aria — 5:09
8. Skratz — 1:42
9. Spotted Pinto Bean — 5:27
10. Infant Tango — 5:27
11. Seasoned Greetings — 5:13
12. N-er-gee (Crisis Blues) — 7:16

- Бонус-треки (на CD-переизданиях)

1. Fire
2. Lightning
3. Explosion
4. Aircraft Damage